# Alcídamas
Alcídamas (em grego clássico: Ἀλκιδάμας; romaniz.: Alkidámas) Eleia, na Eólia, século V a.C. — por volta de 375 a.C.) foi um sofista e retórico grego antigo. Atuou em Atenas como contemporâneo e rival de Isócrates e foi aluno e sucessor do sofista Górgias.

## Biografia
Pouco se sabe sobre a vida de Alcídamas. Ele veio de Eleia, na Ásia Menor, e o nome de seu pai era Diocles. A Suda afirma que Alcídamas assumiu a liderança da escola de Górgias e presume-se que Ésquines foi aluno de Alcídamas.

## Obra

### Discursos sobreviventes
Dois discursos sobreviveram com o nome de Alcídamas. Embora Sobre as pessoas que escrevem discursos ou Sobre os sofistas (Perì tṓn toùs gramtoùs lógous graphóntōn ḕ Perì sophistṓn) seja considerado genuíno, isso é contestado em Odisseu contra Palamedes (Odysseùs katà Palamḗdous) (talvez espúrio) no qual Odisseu acusa Palamedes de traição durante o cerco de Troia.
Sobre os sofistas é dirigido contra um grupo de homens que se autodenominavam sofistas, incluindo Isócrates. Não somente a falta de arte de seus discursos é criticada, mas também sua negligência em relação à “pesquisa dos fenômenos naturais” (istoría), à cultura e à filosofia. No que diz respeito à retórica, o orador deve preparar a estrutura e os pensamentos, incluindo os principais argumentos, mas adaptar-se às preocupações e aos pensamentos da plateia ao falar. Portanto, ele defende, pelo menos em parte, o discurso espontâneo e improvisado. Conforme o método de seu professor Górgias, a escolha das palavras e da expressão só deve ser feita no momento do ato de fala.

### Obras perdidas
Somente fragmentos de outros escritos de Alcídamas sobreviveram. Em Logos messeniano (Messēniakòs lógos), um discurso para os hilotas espartanos defendendo a liberdade dos messênios e contendo o sentimento de que Deus libertou todos os homens e a natureza não fez de ninguém um escravo. Assim, Alcídamas também defende a tese da igualdade do homem, que o sofista Licofrão já havia defendido. O fragmento também sugere que, no debate contemporâneo, Alcídamas se posicionou contra a lei (nómos) e a favor da natureza (phýsis).
Outro dos escritos de Alcídamas foi a Enkomien (Egkṓmia; uma coleção de elogios, incluindo um panegírico sobre a morte em vista da grande extensão do possível sofrimento humano). Também foram perdidos um livro didático de retórica (Téchnē) e o Museion (Mouseíon; traduzido aproximadamente como Musengarten, uma palavra que invoca as Musas), que provavelmente continha a história de uma disputa entre Homero e Hesíodo (presumida pela primeira vez por Nietzsche), bem como um Logos sobre coisas da natureza (Physikòs lógos), que possivelmente foi escrito em forma de diálogo.

## Recepção
Aristóteles criticou os escritos de Alcídamas como pomposos e “frios” em seu estilo, escrevendo que as metáforas poéticas eram excessivas, extensas e rebuscadas.

## Publicações
- Ruth Mariß: Alkidamas, Sobre as pessoas que escrevem discursos ou Sobre os sofistas. Um discurso sofista do século IV a.C., introduzido e comentado. (= Orbis Antiquus 36). Münster 2002.